# Radisson Blu Hotel Latvija
Le Radisson Blu Hotel Latvija est un hôtel situé dans le quartier de Centrs à Rīga en Lettonie.

## Présentation
Le Radisson Blu Hotel Latvija est un hôtel de grande hauteur de 27 étages situé à proximité du centre de Riga, et qui appartient à la chaîne Radisson Blu.
La hauteur du bâtiment du sol au toit est de 85,65 mètres, la hauteur structurelle du bâtiment est de 98,26 mètres.
Avec une superficie totale de 24 000 m², le bâtiment est le plus grand hôtel de Lettonie.
Le bâtiment a été achevé en 1976 et rénové en 2001. À l'époque soviétique, le bâtiment abritait également un hôtel et le nom officiel du bâtiment était Hôtel Latvija.

## Histoire
Au début des années 1960, l'architecte I. Strautmanis a présenté en 1962 le projet ’’Intúrista’’ d'un hôtel de 10 étages à la place des restaurants "Esplanade" et "Piena". " au coin de Brīvība iela (alors Lenina iela) et d'Elizabetes iela (alors Kirova iela),.
Au fil du temps, le projet a été retravaillé et la hauteur du bâtiment a atteint 23 étages.
Bien qu'il y ait eu une opposition de la part de certains architectes et habitants concernant la démolition de bâtiments anciens dans l'îlot situé entre les rues Brīvības iela, Dzirnava iela, Baznīcas iela et Elizabetes iela, cela n'a pas été pris en compte et les bâtiments ont été démolis. Seul le bâtiment de Baznīcas iela 4 a été conservé,.
Les hôtels "Latvija" étaient des hôtels de catégorie "B" la plus élevée du Comité national du tourisme étranger de l'URSS, avec 680 chambres. L'hôtel était censé accueillir des groupes organisés de touristes étrangers et soviétiques avec des billets touristiques. L'hôtel disposait d'une salle de réunion de 80 places et de cabines pour la traduction simultanée, ainsi que d'équipements radio et vidéo. Le gratte-ciel comptait également un complexe de restaurants de 876 places, un kiosque à souvenirs et à journaux, un bureau de poste, un complexe de services ménagers, ainsi qu'un bureau de change de la Gosbank.
Aux étages supérieurs de l'hôtel Latvija, une unité d'écoute téléphonique du KGB a été installée.

## Architecture

### Construction initiale
Les travaux de construction ont commencé l'été 1967.
Le 11 décembre 1967, à A 9h30, le premier camion-benne avec une charge de béton est arrivé sur le chantier et le bétonnage des fondations de l'hôtel "Latvija" a commencé et a duré 5 jours.
La construction de l'hôtel « Latvija » s'est achevée en 1976[10], cependant, il n’a été mis en service qu’en 1979.
Les architectes du bâtiment de grande hauteur sont Artūrs Reinfeld, Aija Grīna, Valters Maike, ainsi que le constructeur Henrijs Lācis et l'ingénieur Edmunds Valeinis. Le bâtiment de conception originale mesurait 26 étages et était recouvert d'une extension de deux étages avec un hall d'entrée, un café, un restaurant, un magasin et la salle d'exposition "Latvija".
L'intérieur a été décoré sous la direction d'Ojaras Ābol. L'objet cinétique « Sakta », dont l'artiste était Artūrs Rinķis, a été utilisé pour la façade du bâtiment.
Dans les fondations, sur une superficie de 760 mètres carrés, 220 pieux en béton armé ont été enfoncés jusqu'à une profondeur de 8 mètres. Un millier de mètres cubes de béton ont ensuite été coulés pour la dalle de fondation de l'hôtel.

### Rénovation et agrandissement
En 1998, une rénovation a été réalisée en deux phases, la première étant la rénovation du bâtiment existant et la deuxième étant l'agrandissement du complexe immobilier. La première phase de reconstruction a débuté en 2000 et s'est achevée en 10 mois en mai 2001.
La deuxième phase a eu lieu de 2004 à 2006, mais la démolition de l'ancien bâtiment du hall d'exposition « Latvija » avait commencé en 2003. Un nouveau bloc hôtelier de 6 étages a été construit avec 200 nouvelles chambres d'hôtel, une galerie marchande d'un seul étage et une grande salle de conférence de 1 000 places a été créée.
Après l'achèvement des deux phases de rénovation, la superficie totale du bâtiment a atteint 24 000 m², ce qui en fait le plus grand hôtel de Lettonie. Le nombre d'étages du bâtiment est passé de 24 à 27 étages.

## Galerie

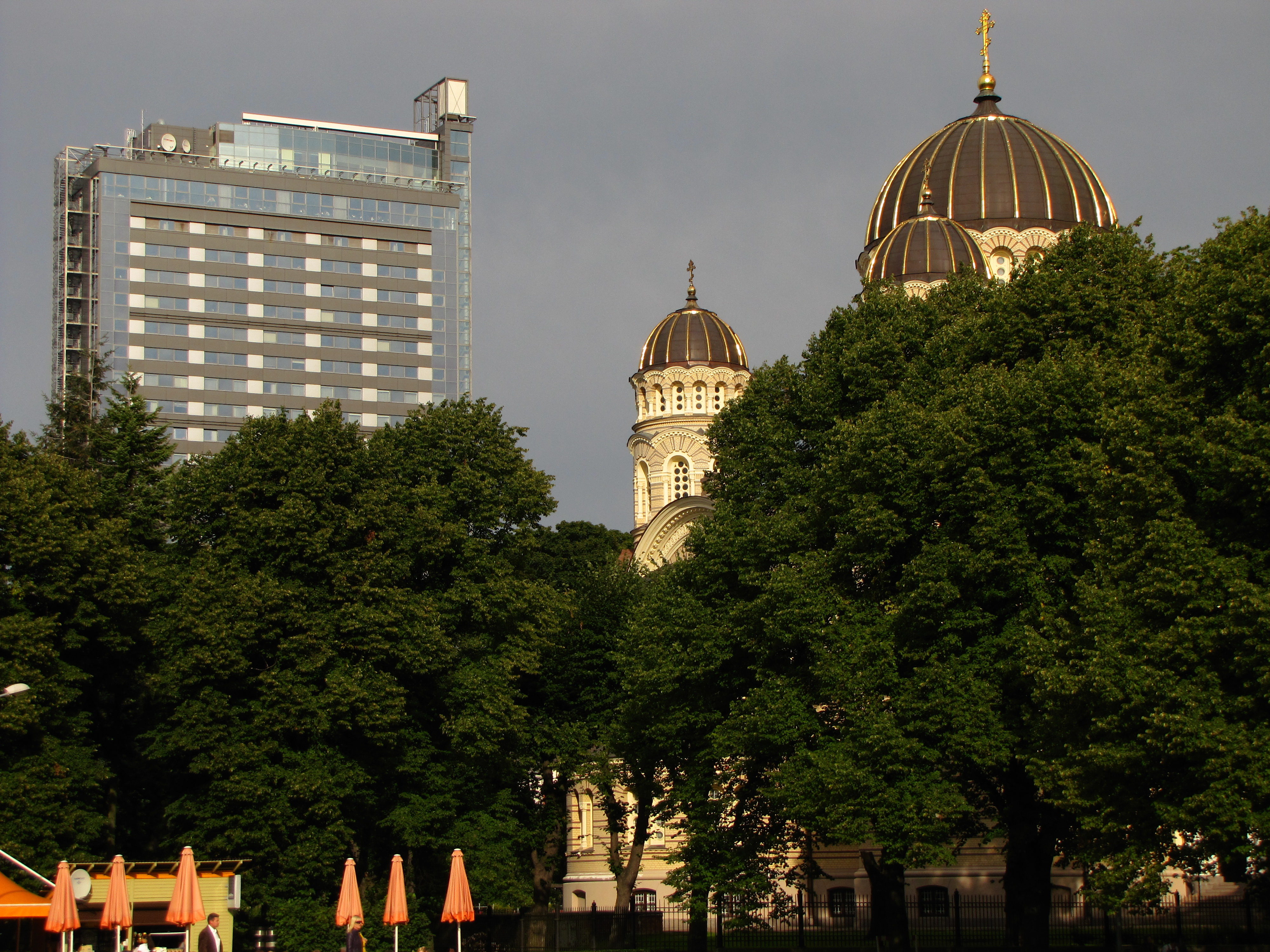
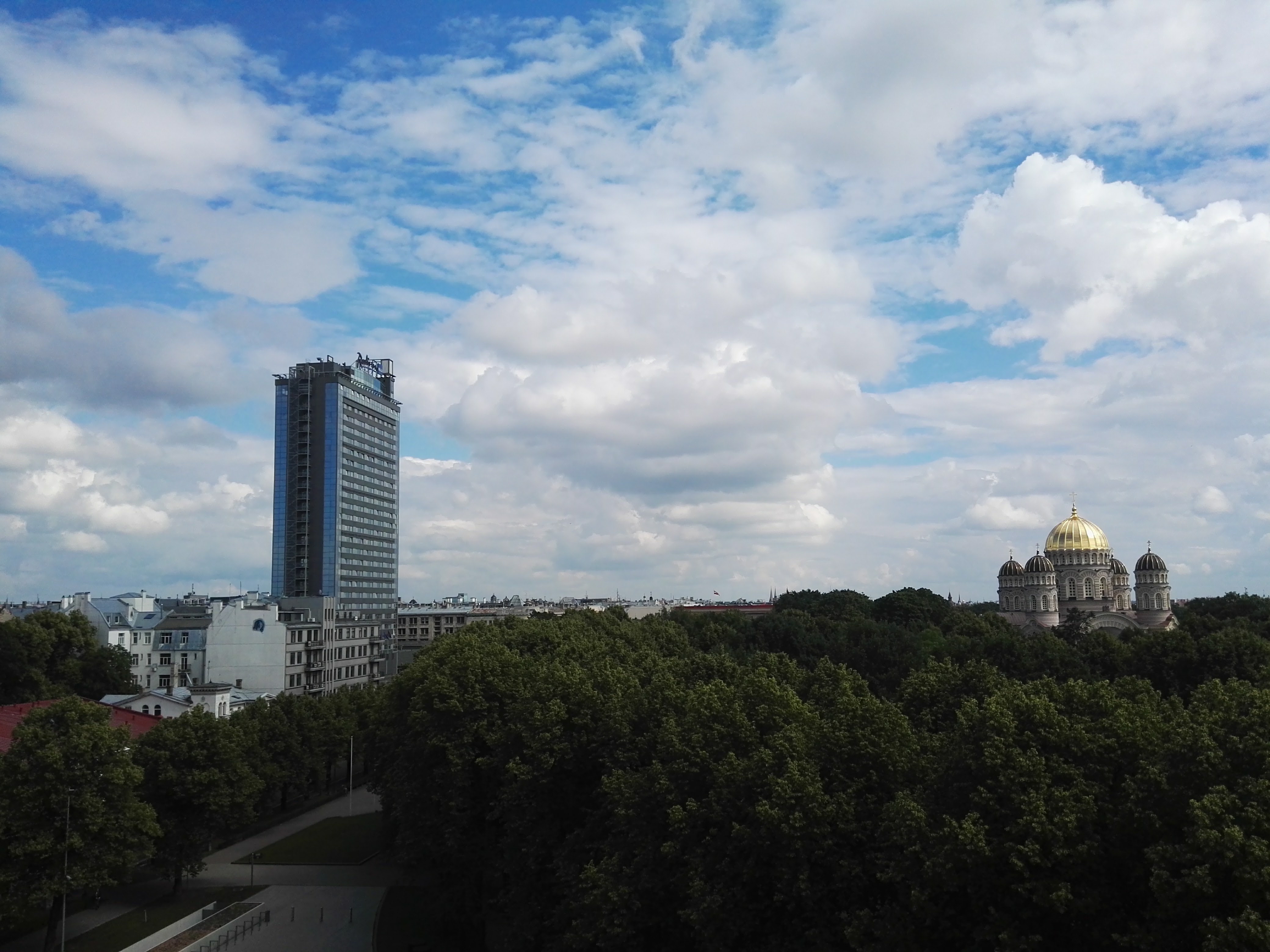
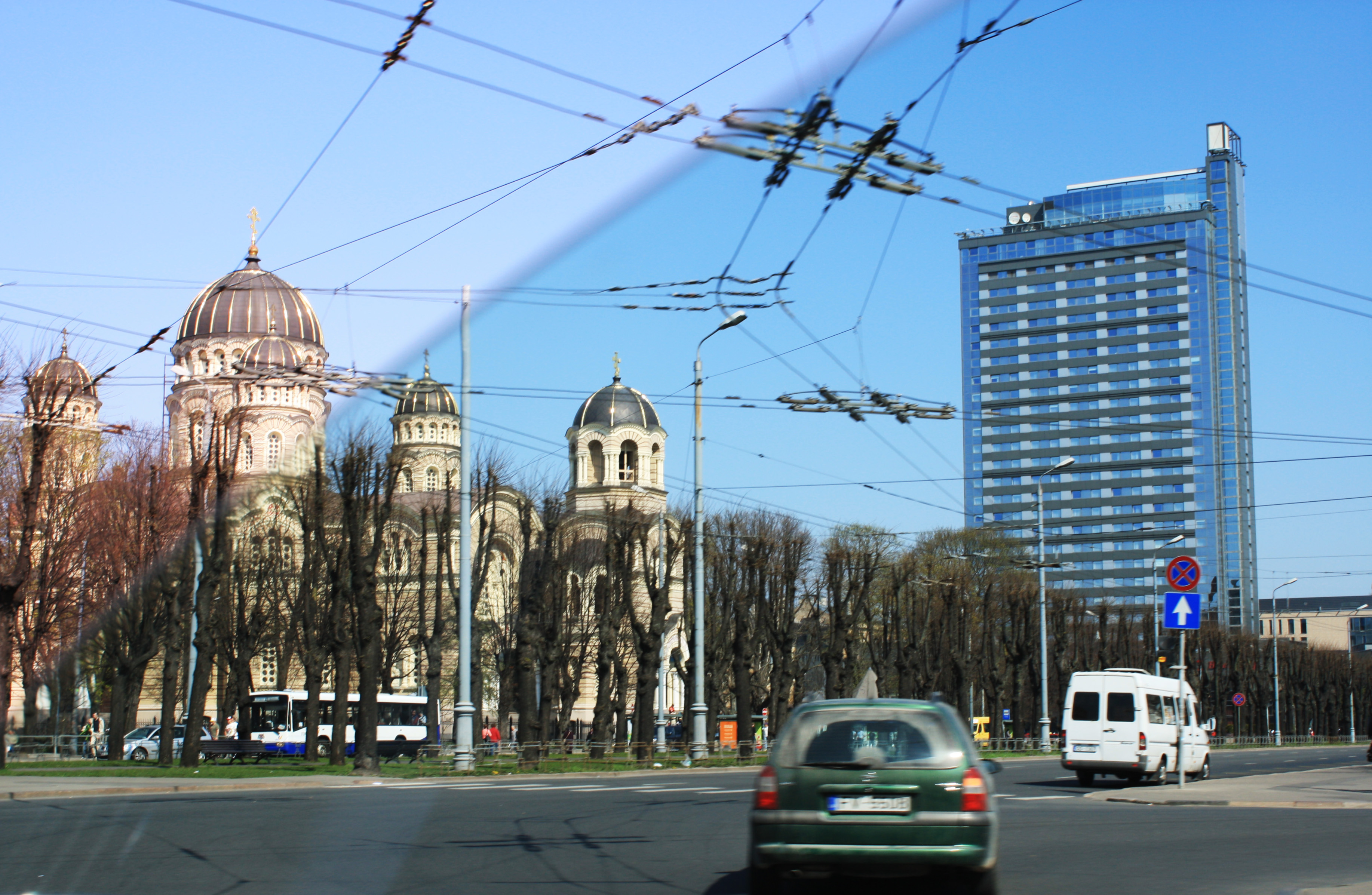